# Eerste Scheidsrechterlijke Uitspraak van Wenen

De Eerste Scheidsrechterlijke Uitspraak van Wenen was een arbitraal besluit dat op 2 november 1938 werd opgelegd door nazi-Duitsland en Italië, waarbij Tsjecho-Slowakije werd gedwongen om het zuiden van Slowakije (inclusief Kassa, het huidige Košice) en delen van Karpato-Roethenië (nu in Oekraïne) af te staan aan Hongarije. De beslissing volgde op een mislukte poging van Hongarije en Tsjecho-Slowakije om, na het Verdrag van München, onderling tot een grensregeling te komen, waarna beide landen onder internationale druk instemden met een bindende arbitrage door Duitsland en Italië. De arbiters waren Joachim von Ribbentrop, minister van Buitenlandse Zaken van Duitsland, en zijn Italiaanse ambtgenoot Galeazzo Ciano.

In rood de nieuwe grens met Hongarije in Roethenië

## Voorgeschiedenis
Op 30 september 1938 werd via het Verdrag van München bepaald dat het Sudetenland met de daar woonachtige Volksduitsers zou worden ingelijfd bij nazi-Duitsland. Met dit gebied verloor Tsjecho-Slowakije tezamen met het grootste deel van zijn militaire verdediging en vestingwerken aan de grens met Duitsland ook delen van zijn industrie, waardoor het nagenoeg weerloos achterbleef. Het land werd een soort Tsjecho-Slowaakse federatie tussen Tsjechië, Slowakije en Subkarpatisch Roethenië. Ook Hongarije stelde toen territoriale eisen met betrekking tot het Tsjecho-Slowaaks gebied, maar deze eis was tijdens het Verdrag van München blijven liggen. 
Op 2 november 1938 werd alsnog een belangrijk deel van de Hongaarse territoriale eis ingewilligd. Duitsland en Italië wezen toen de zuidelijke grensstrook van Slowakije, tegen de eerder gemaakte Duitse beloftes in, via de Eerste Scheidsrechterlijke Uitspraak van Wenen aan Hongarije toe. Daartoe behoorde ook 20% van Roethenië. Hitler ging intussen voort met de ondermijning van Tsjecho-Slowakije. Hij moedigde de Slowaken en Roethenen aan zo min mogelijk rekening te houden met de centrale regering in Praag. Gesteund door Hitler riepen de Slowaakse separatisten op 14 maart 1939 de onafhankelijkheid van Slowakije uit. In de nacht van 14 op 15 maart 1939 werd de Tsjechische president door Hitler gedwongen de overgave te tekenen en op 15 maart 1939 werd Tsjechië met de hoofdstad Praag bezet door Duitse troepen. Op dezelfde dag zou Karpato-Roethenië zijn onafhankelijkheid uitroepen. Hongarije viel het dichtstbevolkte en vruchtbaarste zuidwestelijke gedeelte van dit gebied binnen, inclusief de hoofdstad Oezjhorod, en annexeerde het. De regering van Karpato-Oekraïne week uit naar Choest. Op 23 maart 1939 veroverde Hongarije vervolgens de rest van Roethenië, samen met delen van Slowakije.